# Raun Kaufman
Raun K. Kaufman (nacido en 1973) es un orador y autor estadounidense, ex director general del Centro de Autismo de América en Sheffield, Massachusetts, en donde la terapia de intervención de autismo Son-Rise es enseñada y practicada.
Kaufman, a la edad de dos años, fue diagnosticado con autismo severo con un CI menor a 30, aunque se ha cuestionado si Raun Kaufman era en realidad autista antes de ser tratado. Aunque sus padres, Barry Neil Kaufman y Samahria Lyte Kaufman, fueron informados de que la condición de su hijo era incurable y permanente, crearon un programa en casa para comunicarse con Raun. Subsecuentemente, Raun es etiquetado por tener una recuperación como una persona neurotípica.
Las conferencias de autismo de Kaufman siguen generando controversia en Estados Unidos y Europa por su estado de "recuperación" y porque él defiende el programa Son Rise de interactuar con niños que tienen conductas repetitivas, lo que le resta posibilidades a los tratamientos convencionales.
Kaufman es el autor del libro "Autism Breakthrough", publicado el 1 de abril de 2014, y coanfitrión del show de radio "Raun y Kristin: Trayendo esperanza a tu casa".

## Biografía

### Infancia
A las cuatro semanas de nacido, Raun contrajo una infección de oído que fue tratada con antibióticos. Esta infección le causó severa deshidratación y una estancia en el hospital de varios días; los doctores temían que Raun pudiera sufrir de pérdida auditiva permanente. Después de un tiempo, Raun comenzó a demostrar síntomas de autismo y después fue diagnosticado como autista. Aunque los Kaufmans fueron aconsejados para internar a su hijo por su condición de por vida, que parecía no tener esperanzas, ellos comenzaron un programa por su cuenta, basado en la idea de que su hijo estaba esclavizado con estos comportamientos por una razón que sólo tenía sentido para él.
Sus papás trataron de comunicarse con Raun, no tratando de forzar un comportamiento neurotípico, sino imitando sus movimientos sin fin, giramiento de platos y otros rituales, mientras iban introduciendo contacto visual gentilmente, hablando y cantándole para interactuar con él, hasta que Raun por sí mismo hizo contacto visual con su madre durante el tratamiento. De acuerdo a los Kaufmans, durante el programa intensivo, el comportamiento autista de Raun se desvaneció y se convirtió en una persona altamente comunicativa, con un coeficiente intelectual muy alto, casi el de un genio. De acuerdo a sus papás y a él, ahora tiene una vida normal.

### Educación y carrera
Kaufman se graduó de la Universidad de Brown con un título en Ética Biomédica y fungiendo como director de un centro de aprendizaje para niños. La carrera de Kaufman fue incluida en Centros Educativos SCORE!, en un programa de tutoría en Estados Unidos. Él es el ex director general de la Educación Global del Centro de Tratamiento de Autismo de América. En 1983, los Kaufmans inauguraron el Centro de Tratamiento de Autismo de América para ofrecer a los padres la oportunidad de aprender cómo crear un programa para niños con aspecto autista basado en el juego.

## Libro y película
En 1976, Barry Kaufman publicó Son-Rise, un libro sobre el triunfo de su hijo Raun sobre el autismo, al que agregó material en 1995 en Son-Rise: El milagro continúa. Una película de NBC, Son-Rise: Un milagro de amor, basado en el libro, fue puesto al aire en 1979. El programa Son Rise ha sido cubierto extensivamente en la prensa, por ejemplo el documental de la BBC Quiero a mi hijito de regreso siguió a la familia de un niño autista de 5 años tratado por ese programa.